# Banhados de Otuquis
Os Banhados de Otuquis são uma zona pantanosa do sudeste da Bolívia, próximo à fronteira com o Brasil e o Paraguai, no departamento de Santa Cruz.
Parte da região constitui-se na Reserva de Otuquis, que possui cerca de 1 000 000 hectares. A precipitação anual é de cerca de 1 000 mm, sendoq ue cerca de 80% se concentra nos meses de outubro a janeiro.
É um dos últimos locais onde ainda ocorre o cervo-do-pantanal (Blastocerus dichotomus).